# Сан Ликандро I (Салерно)
Сан Ликандро I је насеље у Италији у округу Салерно, региону Кампанија.
Према процени из 2011. у насељу је живело 5 становника. Насеље се налази на надморској висини од 158 м.